# Ежен Корроді
Ежен Корроді (італ. Eugen Corrodi, 2 липня 1922, Тічино — 7 вересня 1975) — швейцарський футболіст, що грав на позиції воротаря за клуби «Грассгоппер» та «Лугано», а також національну збірну Швейцарії.
Триразовий чемпіон Швейцарії. Дворазовий володар Кубка Швейцарії.

## Клубна кар'єра
У футболі дебютував 1942 року виступами за команду «Грассгоппер», в якій провів чотири сезони. За цей час двічі виборював титул чемпіона Швейцарії, ставав володарем Кубка Швейцарії (також двічі).
1946 року перейшов до клубу «Лугано», за який відіграв 6 сезонів. За цей час додав до переліку своїх трофеїв ще один титул чемпіона Швейцарії. Завершив професійну кар'єру футболіста виступами за команду «Лугано» у 1952 році.

## Виступи за збірну
1947 року дебютував в офіційних матчах у складі національної збірної Швейцарії. Протягом кар'єри у національній команді провів у її формі 12 матчів.
Був присутній в заявці збірної на чемпіонаті світу 1950 року у Бразилії, але на поле не виходив. На турнірі Корроді був резервним воротарем, тому не зіграв жодного матчу - його команда зайняла тільки третє місце у групі і не змогла вийти до фінальної частини турніру.
Помер 7 вересня 1975 року на 54-му році життя.

## Титули і досягнення
- Чемпіон Швейцарії (3):

«Грассгоппер»: 1942—1943, 1944—1945
«Лугано»: 1948—1949
- Володар Кубка Швейцарії (2):

«Грассгоппер»: 1942—1943, 1945—1946